# Oswald van den Bergh (1561-1586)
Oswald van den Bergh (Kasteel Bergh, 16 juni 1561 - Boksum, 17 januari 1586) was een Gelderse edelman die in de Tachtigjarige Oorlog als legeraanvoerder diende aan zowel Staatse als Spaanse zijde. Hij was de derde zoon van Willem IV van den Bergh (stadhouder van Gelre) en Maria van Nassau (zuster van Willem van Oranje). Zelf bleef Oswald ongehuwd.
Oswald en zijn broers werden in het voorjaar van 1584 op aandringen van hun vader overtuigd naar het Spaanse kamp over te lopen. Dit gebeurde uiteindelijk tijdens de Slag bij Amerongen (23 juni 1585), waarbij Oswald en Herman midden in het gevecht de Staatsen verrieden en in de rug aanvielen, waarmee de slag in het voordeel van de Spanjaarden werd beslist.
Oswald sneuvelde op 24-jarige leeftijd in de Slag bij Boksum toen hij met een Spaansgezind leger onder leiding van Johan Baptiste van Taxis plunderend door Friesland trok. Hij had een Staatse vaandel veroverd en werd daarop bij misverstand door een van zijn bondgenoten doorstoken omdat hij voor een vijand werd aangezien.